# 後背體位

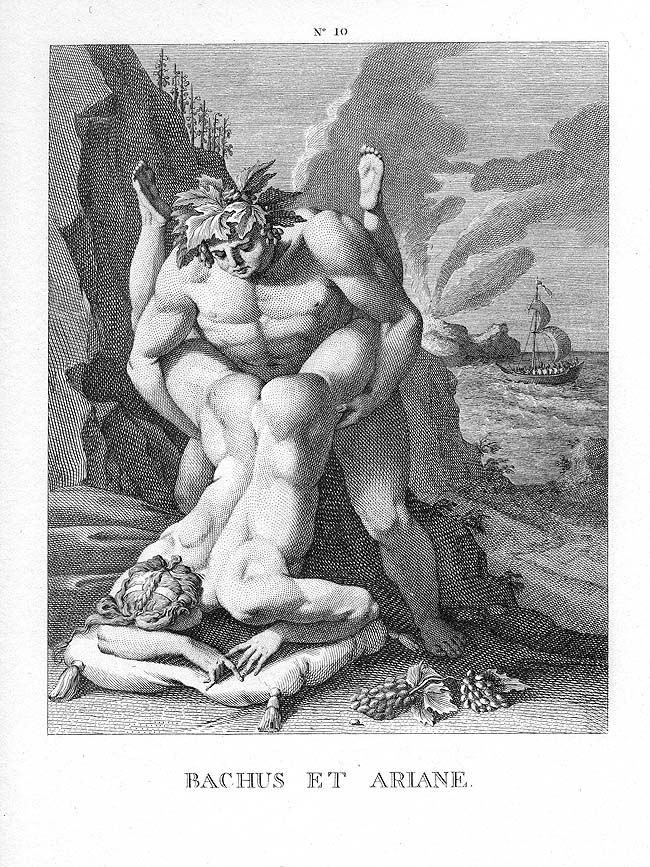
以神话人物巴克科斯与阿里阿德涅所作的描绘——妇人身体全然被支撑着，并不是一般跪地的位姿

後進位、後入體位（the rear-entry position）、狗爬式（doggie或doggy style）、背後式體位、後背體位（日语：後背位）、老漢推車，是行房姿勢的概類之一。可以认为是原始，也是最直接、最有利於生育和最受歡迎的體位。另外，此姿勢可以說確實相當符合生理學。通常指女性採俯臥、半身側臥，也有以站姿（背面立位）或其他姿態，例如“三角式”（triceratops）或“老漢推車”等變化形。

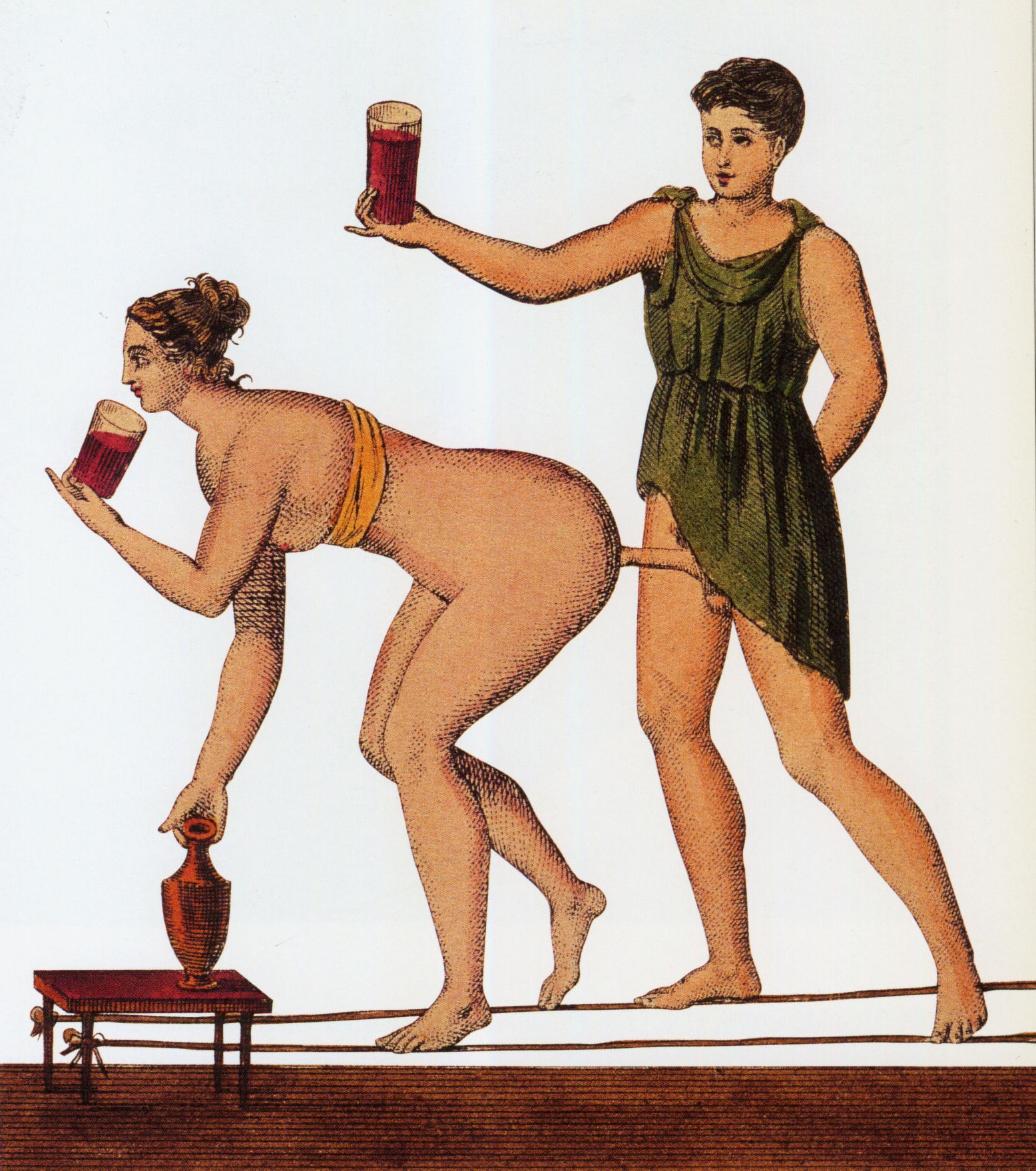
罗马壁画上後進位

## 方式

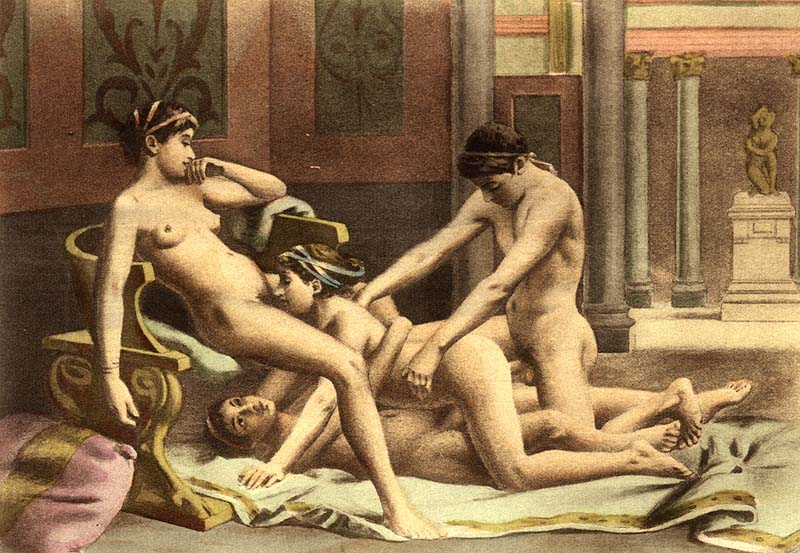
後背體位

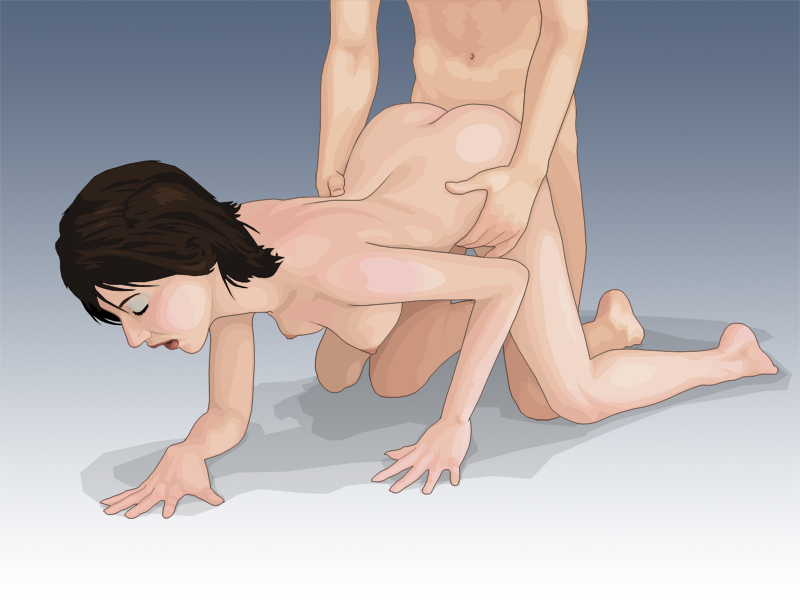
狗爬式

### 後趴位
有醫師建議想生女孩的夫妻，性交時採用插入較淺的姿勢。用意在讓精子在酸性的陰道內停留一段時間，增加X精子到達子宮的機率。建議的行房姿勢」
除了女性趴著的“後趴位”之外，另有女性側臥的“後側位”（背面側位）。

### 膝肘位
有醫師建議想生男孩的夫妻，性交時採用較深入的姿勢。用意在讓精子減少暴露在酸性環境中的時間，增加Y精子到達子宮的機率。建議的行房姿勢其中之一為“膝肘位”：妻子趴著，將兩腳分開把臀部翹高，手掌和膝蓋貼地呈貓式、有時或呈“膝胸臥式”，丈夫以站姿或跪姿扶著妻子腰部，緊貼臀部深入，待妻子先達到性高潮之後再射精。

### 三角式
女方彎腰、屁股拱起、從後面看，類似瑜伽體位的三角式。特點在於交合程度較深入，也可調控進入的角度，亦可多重性刺激——男方可活用雙手或道具，愛撫胸部、臀部或是陰蒂。
- 背面立位：女方彎下腰，讓身體基本上呈現倒L，上半身與地面平行。張開雙腿，將雙臂放在身體兩側，而伴侶握住女方雙手並從後面交合。
- 跪姿三角式：女方跪姿在床邊，男方在身後有更多主控權，也能讓性器更加貼近。
- 青蛙姿：女方需要穩定的蹲姿，雙腳貼緊地面。
- 獨輪車：女方需要足夠的臂力支撐在下，男方需要足夠的平衡感把持女伴的腰腿。[參 2]

### 其他變化形
女方膝蓋及手肘抵住地面，呈ㄇ字型，而男方從背後插入。雙手可以扶住女方腰部、臀部，或是可以愛撫女性乳房。此姿勢容易讓陰莖觸碰到G點。此姿勢也可以改讓女方趴在床上，男方站立於地面（同时男方可能抓住女方双手）。
- 蛙俯式－女方膝蓋跪姿、胸口貼地，並將臀部抬高，而男方從背後插入。
- 老漢推車式－女方背對男方站直，接著慢慢向前彎直到手掌貼地；而男方手扶女方腰部，從背後插入。此姿勢容易刺激女性陰蒂。
- 四腳式－如同老漢推車式一般，女方背對男方站直，身體前彎而雙手撐住膝蓋，臀部微翹；男方同樣從後方插入。
- 枕頭式－女方採跪姿在床上，前方放置與自己腰部同高的枕頭，趴到枕頭上；而男方趴在女方身上，緊貼女方背部、握住女方雙手，從後面插入。
- 背靠式－女方站在床上，而男方站在女方背後，女方雙腳彎曲，以背部靠住男方胸膛，讓男方從後面插入。此姿勢女方上下震動為主。
- 十字式－女方趴在床上，將下半身懸空；而男方將女性下半身抬起，並從後方插入。
- 金雞獨立式－女方站立著，空出一隻手將一隻腳向空中抬起，如劈腿一般，而男方從女性背後插入。

一般女生趴下時多以手掌壓床，不過有治療師建議可手肘壓床或是直接用胸口趴在床上，能以不同角度更為深入。

## 適用性
双方在肌肤贴合度或可保有適度空間，也不直接对看面部表情。後進位交合時，陰莖勃起角度可能促進G點的高潮感，或使雙方感受特別的體驗。
緩解背痛的不同姿勢
對於不耐屈曲型（通常在彎腰摸腳趾時會疼痛加劇，久坐後也會背痛）這類背痛者，有研究建議：女方以前臂与肘部支撐住身體，臀部翹高，而男方在女方之後高跪姿。
但较不適用另外一種類型的背痛者——不耐伸展型（可能在平臥或趴臥時感到疼痛）。

## 傳統文獻
傳統漢字古籍記載，若干姿勢變換在魏晉時期的《素女經》中有具體介紹，明代的《素女妙論》和清代的《紫閨秘書》都有轉述。

### 虎步
|  | 「第二曰虎步： 令女俯俛，尻仰首伏，男跪其後，抱其腹， 乃內玉莖，刺其中極，務令深密，進退相薄，行五八之數，其度自得， 女陰閉張，精液外溢，畢而休息，百病不發，男益盛。」 |

研究認為“虎步”式能刺激阴道後壁，是相當深入的姿勢，但動作並不猛烈（務令深密，進退相薄）。由於“男抱女腹”，若雙方能適度保持較大的緩衝空間，能減低女方疼痛不適的可能。

### 蟬附
|  | 「第四曰蟬附： 令女俛臥，直伸其軀，男伏其後，深內玉莖，小舉其尻，以叩其赤珠， 行六九之數，女煩精流，陰裡動急，外為開舒，女快乃止，七傷自除。」 |

研究認為“蟬附”式刺激感最強的部位是會陰區，能感受開舒感（外為開舒）。相較於“虎步”式的深入，“蟬附”式以“淺”取勝、研究認為對男性的刺激亦相當強烈。

### 其他
白虎騰
「二十一、白虎騰：
令人伏面跪膝，男跪女後，兩手抱女腰，納玉莖……」
有些行房姿勢並不讲究女性高潮，而主張適度的效益。
強骨
「四益曰強骨。
令女側臥，屈左膝，伸其右股，男伏刺之，行五九數，數畢止。
令人關節調和，又治女閉血。日五行，十日愈。」
益液
「七益曰益液：
令女人正伏，舉後，男上往；行八九數，數畢止。
令人骨填，又治女門寒。日八行，十日愈。」
研究認為，此体位是較容易深入的姿勢，當女方趴下又臀部翹起時（舉後）阴道得以迎合阴茎。若适度行使，對女方阴道後壁，直腸及尾骶等部位有活化效果，中醫學認為能改善女性冷感、乾澀。此外，若女人腹腰較冷（即氣血循環不良），配合行使此式或有暖腹的功用，效果則因人而異，甚至也能改善懷孕困難及習慣性流產等狀況，對增加受孕機會有所幫助。
另，當男性動作往上頂入時（男上往）能帶動長強穴、髀關節、大腿骨幾個肌肉群（如梨狀肌、內閉孔肌）等，能促進局部血液循環。

## 註腳
1. ↑  此姿勢又叫狗爬式，雖然容易令人联想到动物交配，不過只有部份狗是用此姿勢交配，例如File:Homosexual_behavior_of_dogs.jpg，有些狗交配的姿勢其實是反著接尾的。例如File:On Nut 54.jpg
2. ↑  “膝胸臥式”，或稱“膝胸位”，一種可在懷孕後期做的運動位姿（有時能對胎位的矯正有幫助），是在床上或軟墊上，採跪伏姿勢，兩手貼著床面，臉側一邊貼床面，雙腿分開與同寬。胸與肩盡量貼近床面。雙膝彎曲，大腿需與地面垂直。
3. ↑  當女性達到性高潮時，子宮頸會分泌較多的鹼性分泌物，對在鹼性環境中較活躍的Y精子有利。[參 3]
4. 1 2   维基文库中的相關文獻：素女經·九法第十二
5. ↑  讓女方俯臥，臀部抬起，頭伏在床上。男方跪在後面，抱住女方腹部。
6. ↑  让阴茎深入阴道，向接近子宮頸的陰道穹部位刺觸，使持久密合、維持緊實感，動作時緩緩進退，次數約5個8拍，自行適度停歇。
7. ↑  女方俯臥、雙腿打直，男方可跪或趴在其後，略為抬起女方臀部，使阴茎淺入（觸刺小陰唇附近）
8. ↑  可以每9下一數、數到6个9下適度停歇（阴茎不动、女性阴道急縮），或以“七淺二深”、“八淺一深”為節奏計數。
9. ↑  女性敏感興奮時，愛液會流出；內部頻頻跳動感，外部阴唇則舒展張開。女性快感直到高潮。能消除七情（喜、怒、憂、思、悲與驚恐過度等）的傷害。
10. 1 2   维基文库中的相關文獻：素女經·八益第十六
11. ↑  女方側臥（向右）、左膝彎屈（右腿伸直）。男方或跪或蹲或依偎、愛撫。從女性臀下交合。每9下一數（適度停歇）數到5个9下（共45次）為止。一天5至10回，10天为一疗程。能治癒女人經血不通。
12. ↑  女方俯臥，使臀部翹起（下腹部可適度墊高）。男方雙腿跨於外，交合以不洩為原則。每9下一數（適度停歇）數到8个9下（共72次）為止。一天8至10回，10天為一療程。
13. ↑  一般在在中醫藥材上可適度選擇當歸、川芎、白芍、白朮、茯苓等五項用來煮茶或燉雞，但用量比例需依專業人士診斷指示，通常約二至三錢，約7至11克。
14. ↑  長強穴是督脉第一個穴道。督脈從長強穴往上，繞過頭頂百會穴，一直到上唇内的齦交穴。督脈，顧名思義，有督導臟腑氣血循環的效用。

## 外部連結
- （日語）寝バックについて （页面存档备份，存于）
- （日語）『背面側位（横臥位）』について （页面存档备份，存于）